# Auguste de Montferrand
Auguste de Montferrand (Chaillot, Francia, 23 de enero de 1786 - San Petersburgo, Imperio ruso, 10 de julio de 1858) fue un arquitecto neoclásico francés que trabajó principalmente en Rusia. Poco conocido en Francia, Montferrand es un arquitecto famoso en Rusia porque es el autor de varias obras arquitectónicas importantes, como la catedral de San Isaac (1818-1858) y la Columna de Alejandro, ambas en San Petersburgo. San Isaac estuvo a la altura de las aspiraciones del zar y de las ambiciones del arquitecto que deseaban que la catedral pudiera ser comparada con las más suntuosas de todas, como San Pedro de Roma y San Pablo de Londres.
Según Catherine Chatin, «el francés Auguste Montferrand fue el arquitecto más importante del neoclasicismo tardío, llamado en Rusia "bajo clasicismo", y el fundador de eclecticismo». La catedral de San Isaac es indicativa de la evolución de la arquitectura en Rusia en el siglo XIX con un uso audaz de estructuras metálicas y una arquitectura que se ve influenciada por el orientalismo y el morisco. Se conservan muchos documentos de la propia mano del arquitecto (acuarelas, dibujos, planos, comentarios, notas de trabajo...) que permiten entender mejor sus trabajos y juzgar sus logros.

## Biografía

### Familia
Auguste era hijo de Benoît Ricard (1747-1788), natural de Montferrand (Puy-de-Dôme) y de Marie Françoise Louise Fistion llamada Fistiony, nacida alrededor de 1755 y muerta en París el 26 de julio de 1823. Auguste nació en la parroquia de Chaillot, Francia (ahora en el distrito XVI de París). Fue bautizado como Henri Louis Henri Louis Auguste Leger Ricard, llamado de Montferrand; el "de" aristocrático probablemente fuese una invención de sus padres en referencia a los orígenes del padre y sus ancestros. Décadas más tarde, Montferrand admitió en su testamento que, si bien su padre era propietario en Montferrand, el título era discutible «y si hubiera alguna duda, puedo aceptar otros nombres, en primer lugar de todos Ricard, por mi padre». Benois Ricard era adiestrador de caballos y murió cuando Auguste era aun niño; su abuelo, Leger Ricard, había sido ingeniero de puentes. La madre de Montferrand se volvió a casar con Antoine de Commarieux, a quien se atribuye la educación de Montferrand.

### Educación y guerra
En 1806, a los veinte años, Montferrand se unió a la antigua Académie d'architecture, incorporándose a la clase de Charles Percier y Pierre Fontaine. Pronto fue convocado al ejército de Napoleón, y sirvió en un breve viaje del deber en Italia. En adelante debió alternar sus estudios con las obligaciones militares.
Montferrand se casó con Julia Mornais en 1812. El año siguiente fue movilizado otra vez cuando las tropas aliadas se acercaban a Dresde. Montferrand sirvió con distinción en Turingia y fue galardonado con la Legión de Honor por el valor en la batalla de Hanau.

### Inicios de carrera
Cuando las hostilidades terminaron, en la Francia derrotada estaba fuera de cuestión emprender nuevas construcciones. Montferrand desempeñó algunos trabajos sin importancia, pasando tres años realizando dibujos básicos y buscando oportunidades en el extranjero. En 1814, se le concedió una audiencia con Alejandro I de Rusia, y se presentó al zar con un álbum de dibujos y proyectos (biblioteca pública, columna de triunfo, estatua ecuestre...), lo que le valió para ser invitado a viajar a Rusia.
En el verano de 1816, Montferrand desembarcó en San Petersburgo llevando una carta de recomendación de Abraham-Louis Breguet. Alquiló una habitación en un hôtel particular de la Moika, cerca de la casa de Fiodor Wigel, secretario de la Comisión de Construcción, y solicitó una entrevista al español Agustín de Betancourt (1758-1824), entonces presidente de la comisión (y socio de Breguet en la década de 1790). Betancourt, impresionado por la carta de Breguet y los dibujos de Montferrand, ofreció a Montferrand el escritorio de Jefe de dibujantes, pero Montferrand prefirió el rango inferior de dibujante mayor. El 21 de diciembre de 1816 se incorporó oficialmente al servicio ruso.

## Obras
El nombre de Montferrand se asocia con San Petersburgo. Sin embargo, trabajando con Betancourt, también diseñó edificios en Moscú, Odesa y Nizhni Nóvgorod. Dirigió varios proyectos, incluyendo el hotel Lobanov-Rostrovski (1817-1820) y el carrusel de Moscú (1817-1825). Su primer gran proyecto, el Lycaeum de Odesa no se materializó debido a problemas de financiación. Sus diseños para el Moscow Manege (1825) y fuentes en Moscú (1823) también fueron abandonados. Estos proyectos fueron completados por Joseph Bové e Ivan Vitali.

### Feria de Nizhni Nóvgorod (1817–1825)

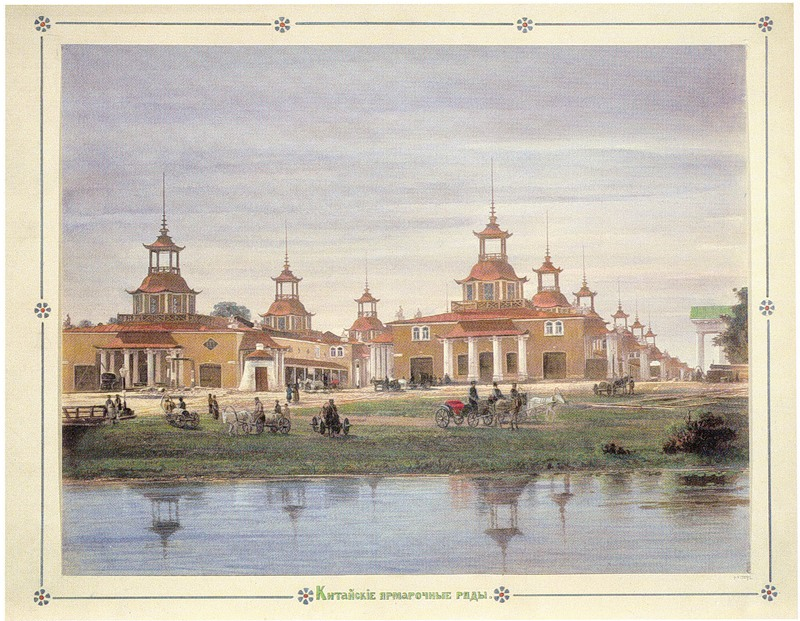
Pabellones chinos en la Feria

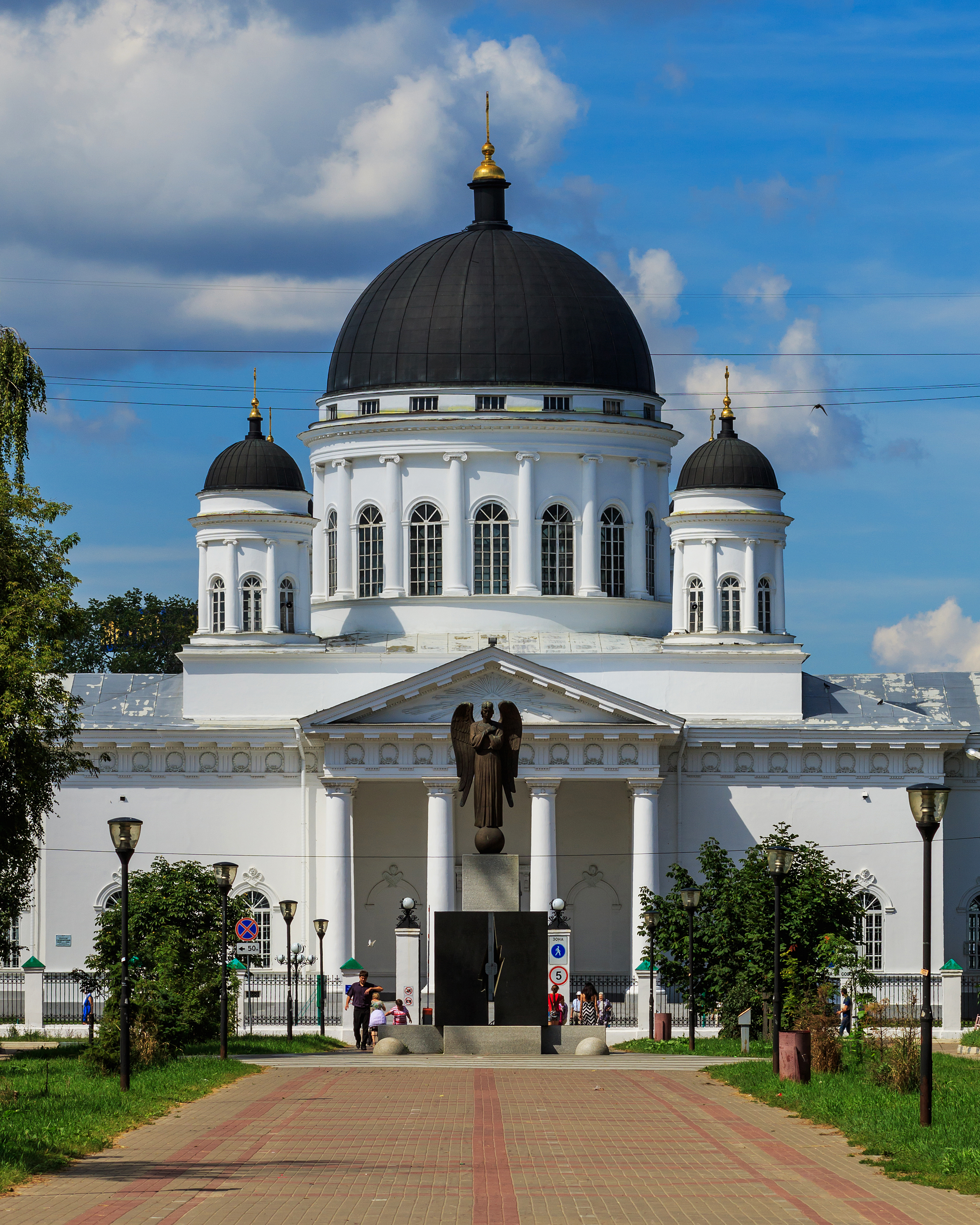
Catedral del Salvador (antigua Feria), Nizhni Nóvgorod

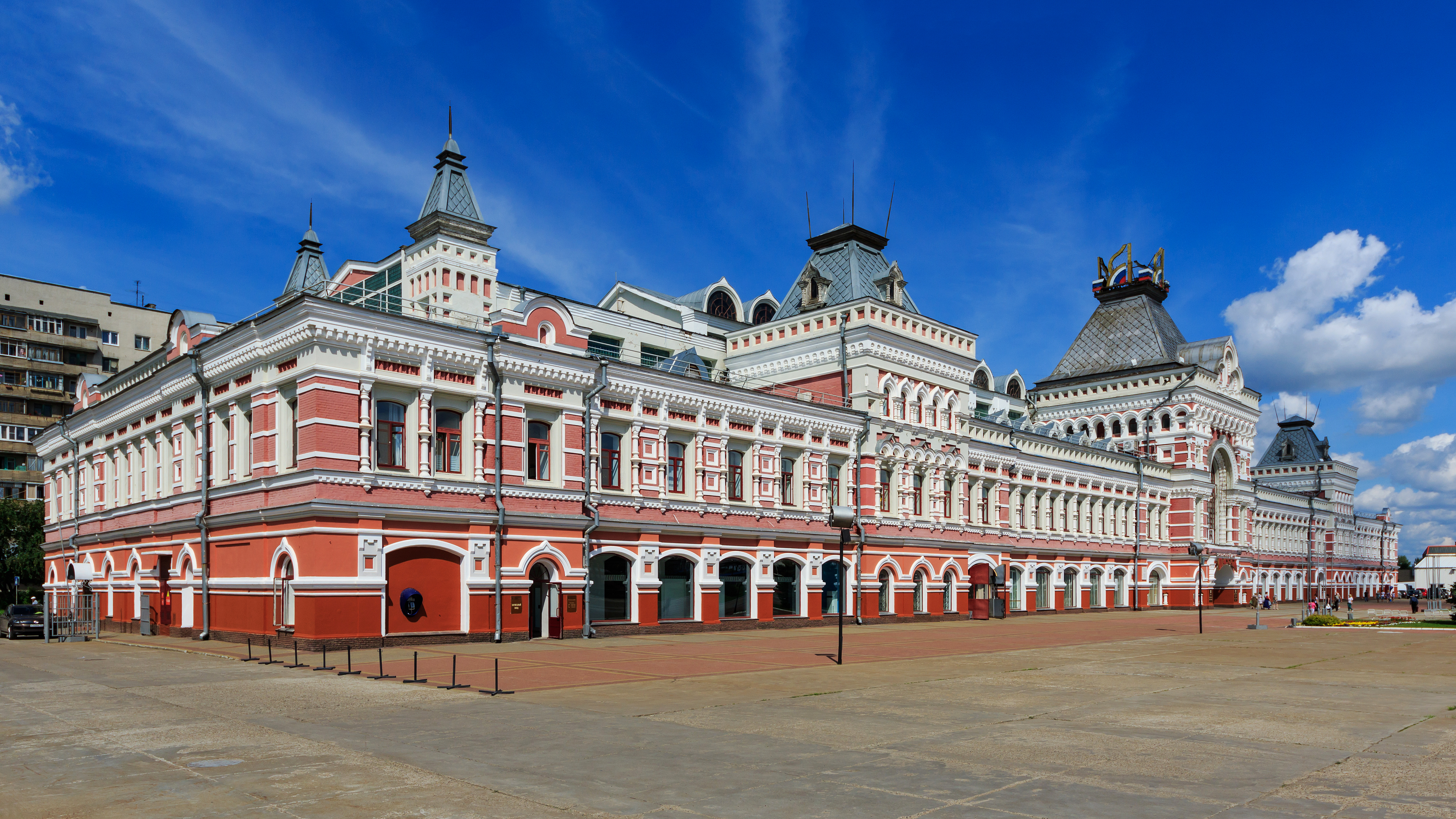
El edificio principal de la Feria

En 1816, un incendio accidental destruyó la Feria de Makaryev. Los recintos feriales fueron trasladados a la ciudad de Nizhni Nóvgorod, equipados con filas temporales de puestos comerciales de madera. Betancourt visitó el sitio en 1817 y propuso hacer un gran proyecto que tomaría cuatro años y con un coste de seis millones de rublos para reconstruir la Feria usando piedra. Alejandro I lo aprobó, a expensas de detener la propia reconstrucción del Palacio de Invierno.
Montferrand, como arquitecto jefe, informaba a Betancourt, quien administraba personalmente el proyecto. Montferrand comenzó con el edificio principal de administración de dos plantas. Este diseño neoclásico tradicional fue marcado por los capiteles de columna personalizados con un motivo de caduceo. La feria en sí consistió en 60 edificios separados, ocho bloques de dos plantas de esquina y 48 edificios estándar en hilera para el comercio con 2530 tiendas. La casa principal y el cuerpo administrativo lateral formaban la zona ceremonial central. El recinto ferial terminaba en una fila de cuatro pabellones "chinos", cada uno con techos de pagoda y la neoclásica catedral del Salvador, y estaba rodeado con un ancho "canal de Betancourt", una precaución contra el fuego.
A pesar de la escasez de mano de obra y de materiales, la Feria abrió sus puertas en julio de 1822. Los trabajos de remates continuaron hasta 1825 y consumieron otros 3,5 millones de rublos. La Feria funcionó hasta 1930. La mayoría de sus edificios fueron derribados durante la era soviética, pero la catedral del Salvador sobrevivió.

### Catedral de San Isaac (1816–1858)

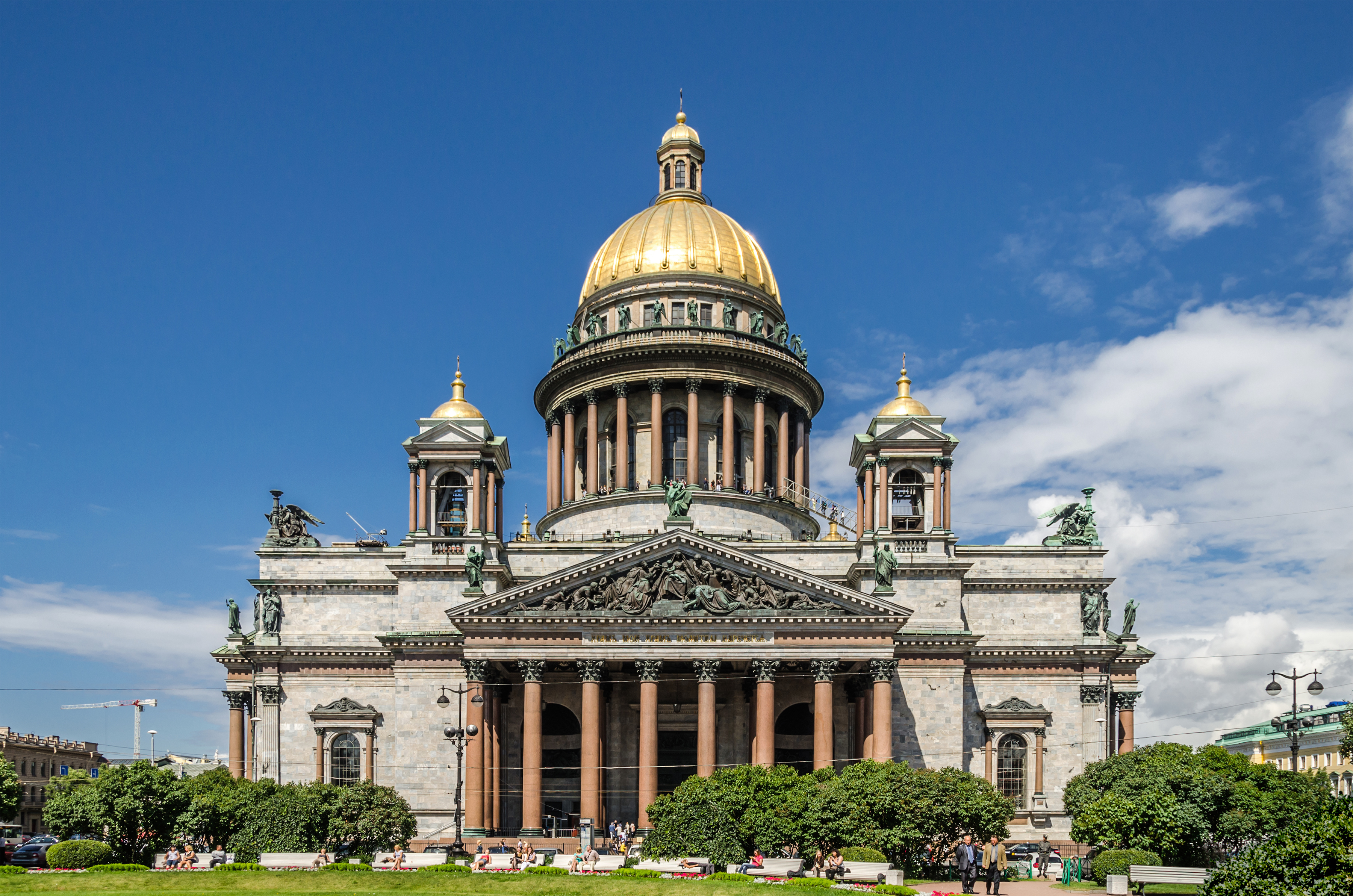
Catedral de San Isaac

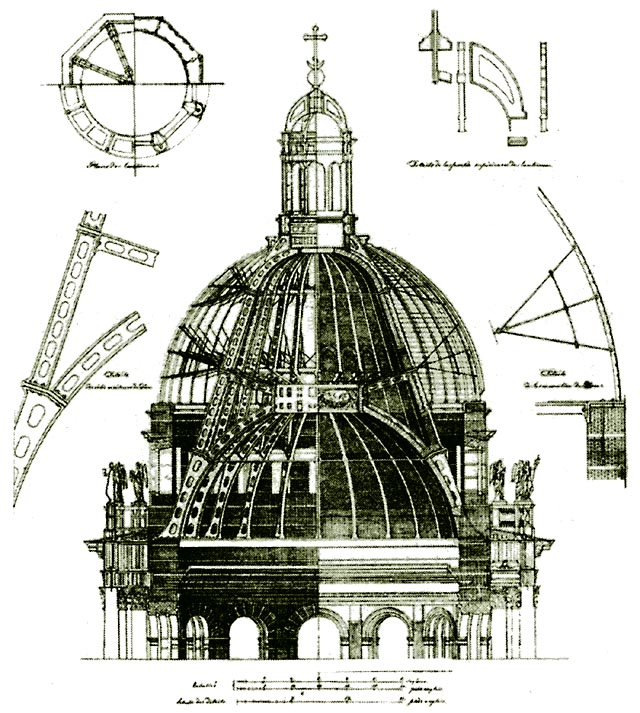
Estructura de la cúpula y cubierta, 1838

La anterior iglesia de San Isaac, erigida por Antonio Rinaldi en 1768, fue parcialmente completada en 1802 por Vincenzo Brenna. En 1816, Alejandro I asignó a Betancourt para encontrar a un arquitecto que pudiera reconstruir la catedral; Betancourt señaló a Montferrand. Auguste realizó un álbum de 34 dibujos que se presentaron al emperador el 21 de diciembre de 1816. El proyecto fue aceptado y fue nombrado arquitecto de la Corte. Cuatro propuestas originales, usando tanta estructura antigua como fue posible, se desestimaron; la quinta fue aprobada en febrero de 1818. La primera piedra se colocó el 26 de julio de 1819, aunque la rivalidad entre los arquitectos de la corte interrumpió temporalmente el proyecto entre 1821 y 1825.
La primera decisión de Montferrand fue usar una losa de cimentación, en lugar de un perímetro de pilotes. El trabajo de la cimentación duró cinco años. Se necesitó más de una década para obtener las 48 columnas de granito para los pórticos principales. Las columnas fueron cortadas y talladas en bruto en Fredrikshamn, enviadas por barcazas, y terminadas en el sitio una a una, usando un torno gigantesco de diseño propio de Montferrand. La primera columna se erigió el 20 de marzo de 1828 y las restantes en 1828-1830. El pulido tardó cuatro años más. En ese tiempo, los albañiles trabajaron en los muros principales y los techos abovedados, que se completaron en 1836.
Montferrand estuvo a punto de morir en noviembre de 1837, cuando las cuadrillas levantaban las columnas de la cúpula de 64 toneladas a más de 50 m de altura. Montferrand cayó de los andamios, pero los trabajadores cercanos lograron atraparlo.
El diseño de las cúpulas de San Isaac era novedoso. Antes de San Isaac, la estructura de acero de las cúpulas exteriores se acoplaba a las cúpulas interiores de mampostería. Montferrand propuso un sistema de tres cúpulas totalmente metálico, en el que la cúpula cónica central tenía marcos interiores y exteriores ligeros. Esto redujo el peso de la cúpula desde una estimación de 7440 to hasta 2680 to; otras 600 to se evitaban en el proceso de construcción. La cúpula, terminada en 1841, costó dos millones de rublos menos de lo que originalmente se había calculado.
Decorar el interior de la catedral tomó otros 16 años. Montferrand dirigió a artistas como Karl Briullov y sus hermanos, Peter Clodt e Ivan Vitali, todos bajo la inspección cercana de las burocracias del estado y de la academia. En 1848 se terminó de dorar la cúpula y todo el conjunto fue inaugurado, tras 39 años de trabajos, por el zar Alejandro II el 30 de mayo de 1858, en el 186.º aniversario del nacimiento de Pedro el Grande.
El resultado estuvo a la altura de las aspiraciones del emperador y de las ambiciones del arquitecto que deseaban que la catedral pudiera ser comparada con las más suntuosas de todas, como San Pedro de Roma y San Pablo de Londres.

Construcción de San Isaac
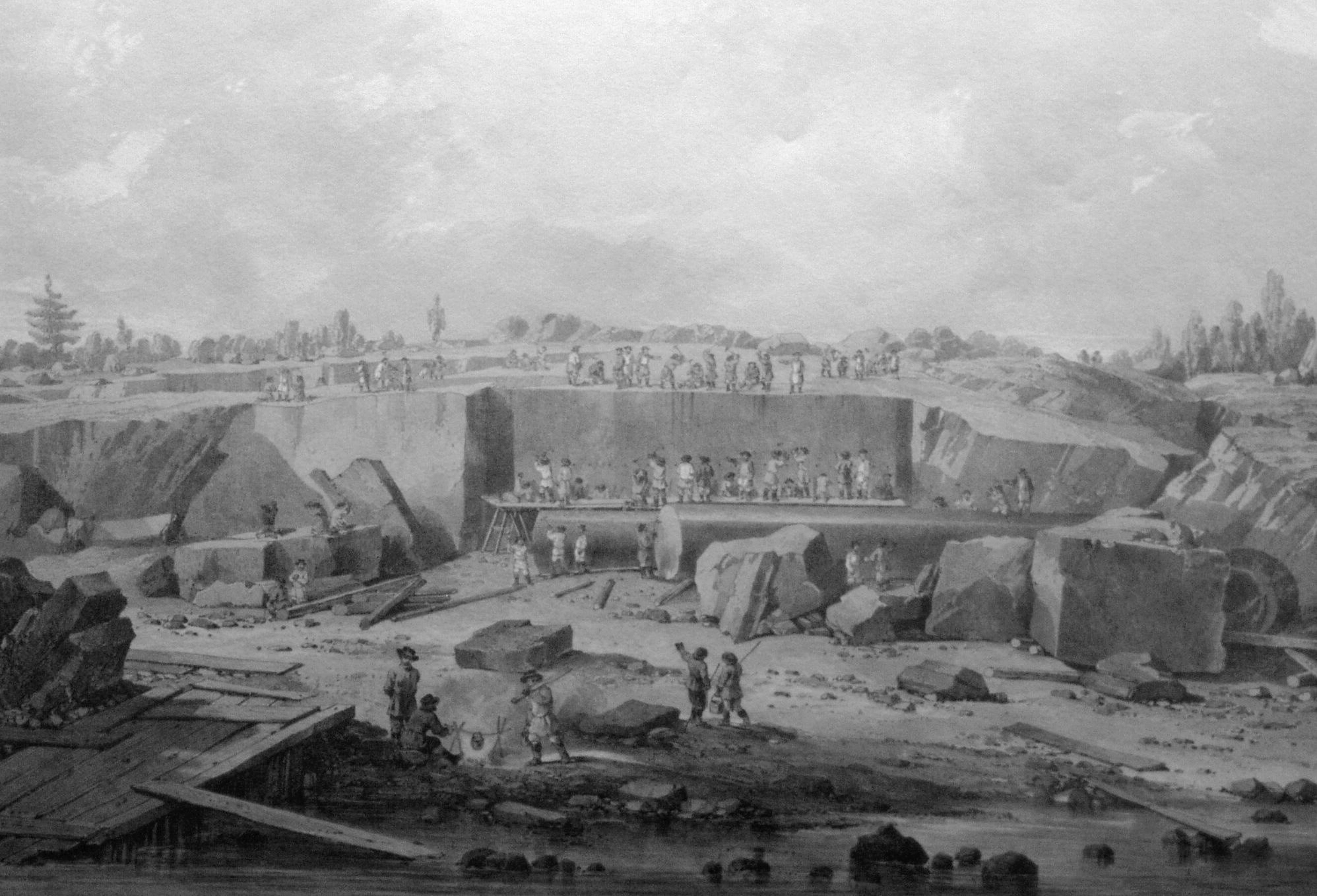
Extracción y tallado de las columnas en la cantera
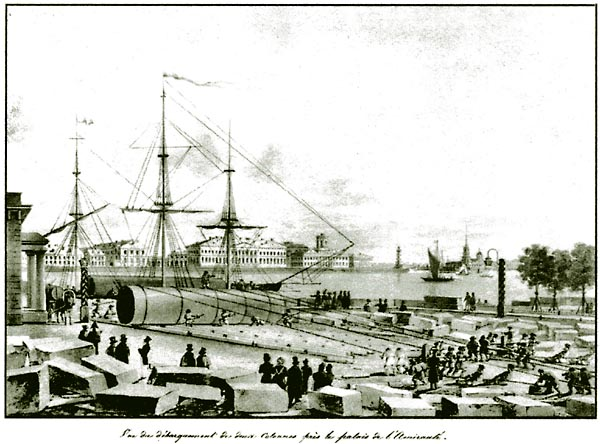
Descarga de las columnas en San Petersburgo
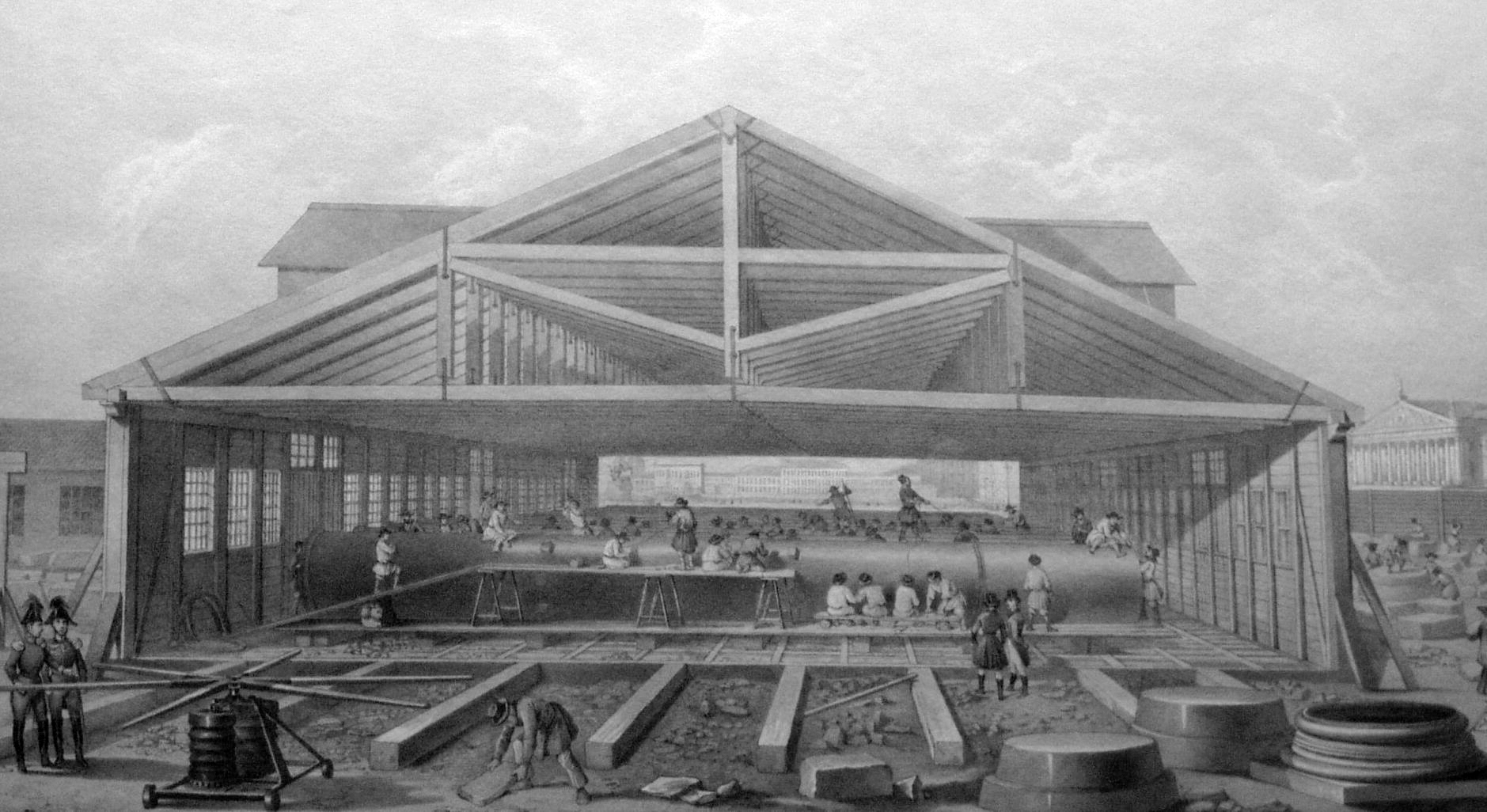
Remate final y pulido de las columnas
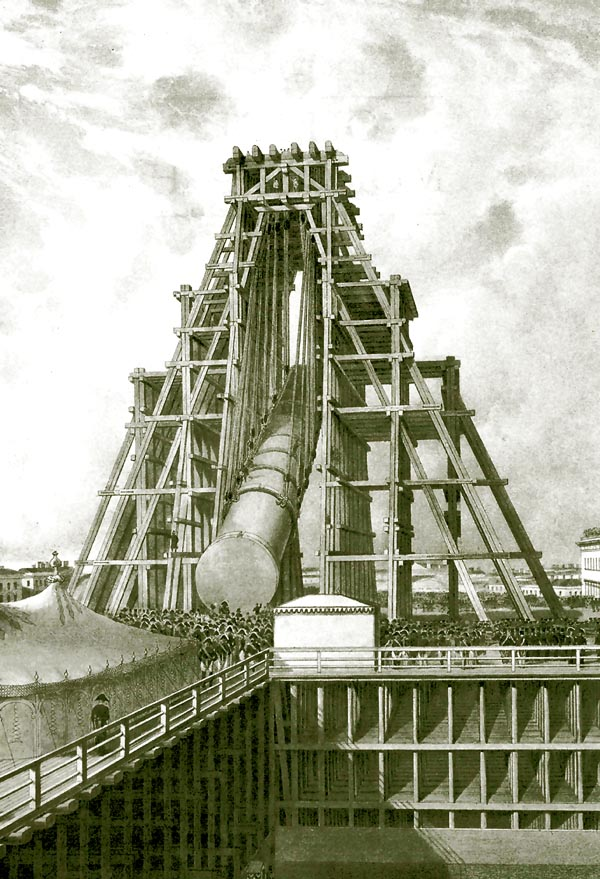
Izado de una columna (1832)
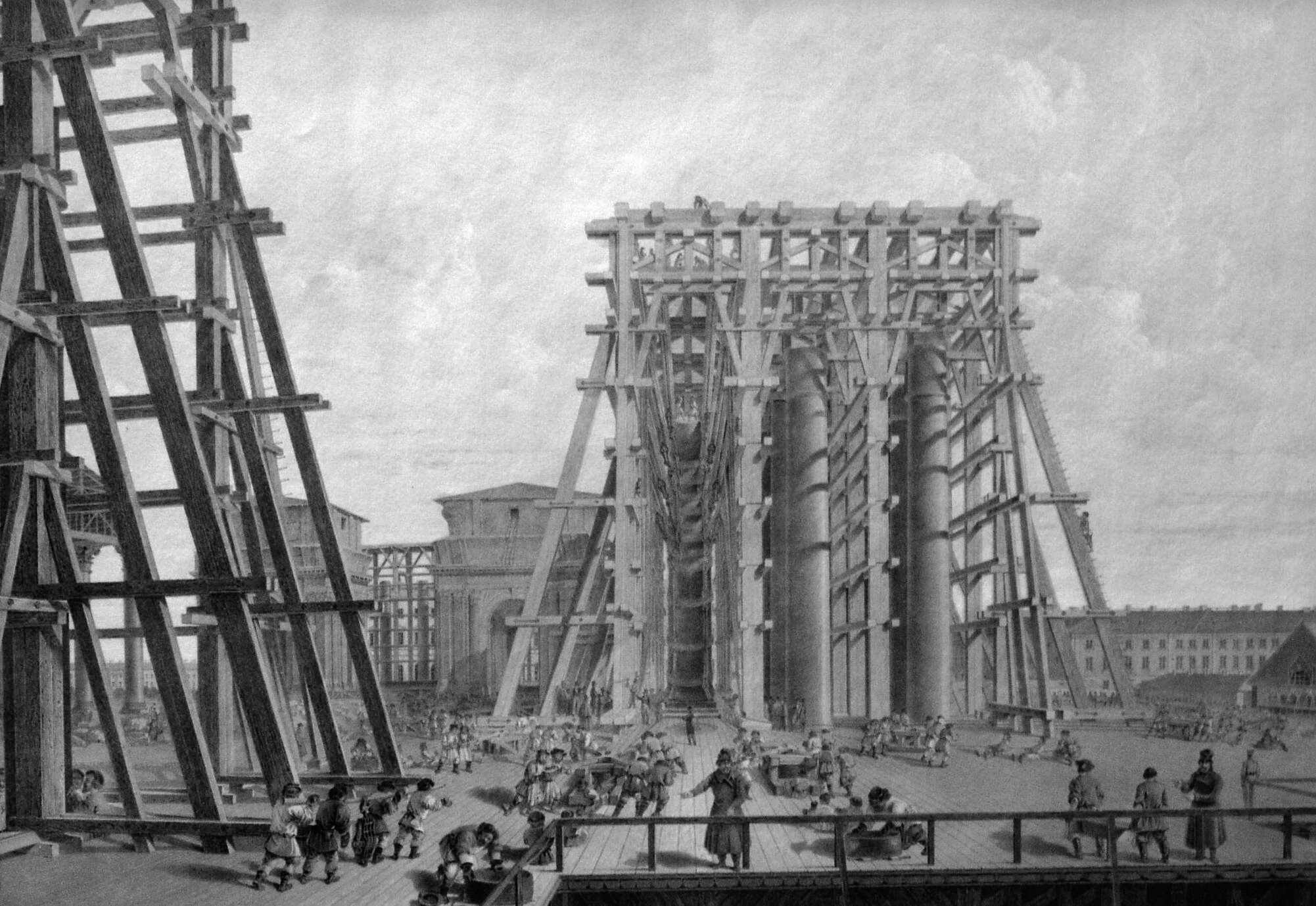

### Columna de Alexander (1829–1834)

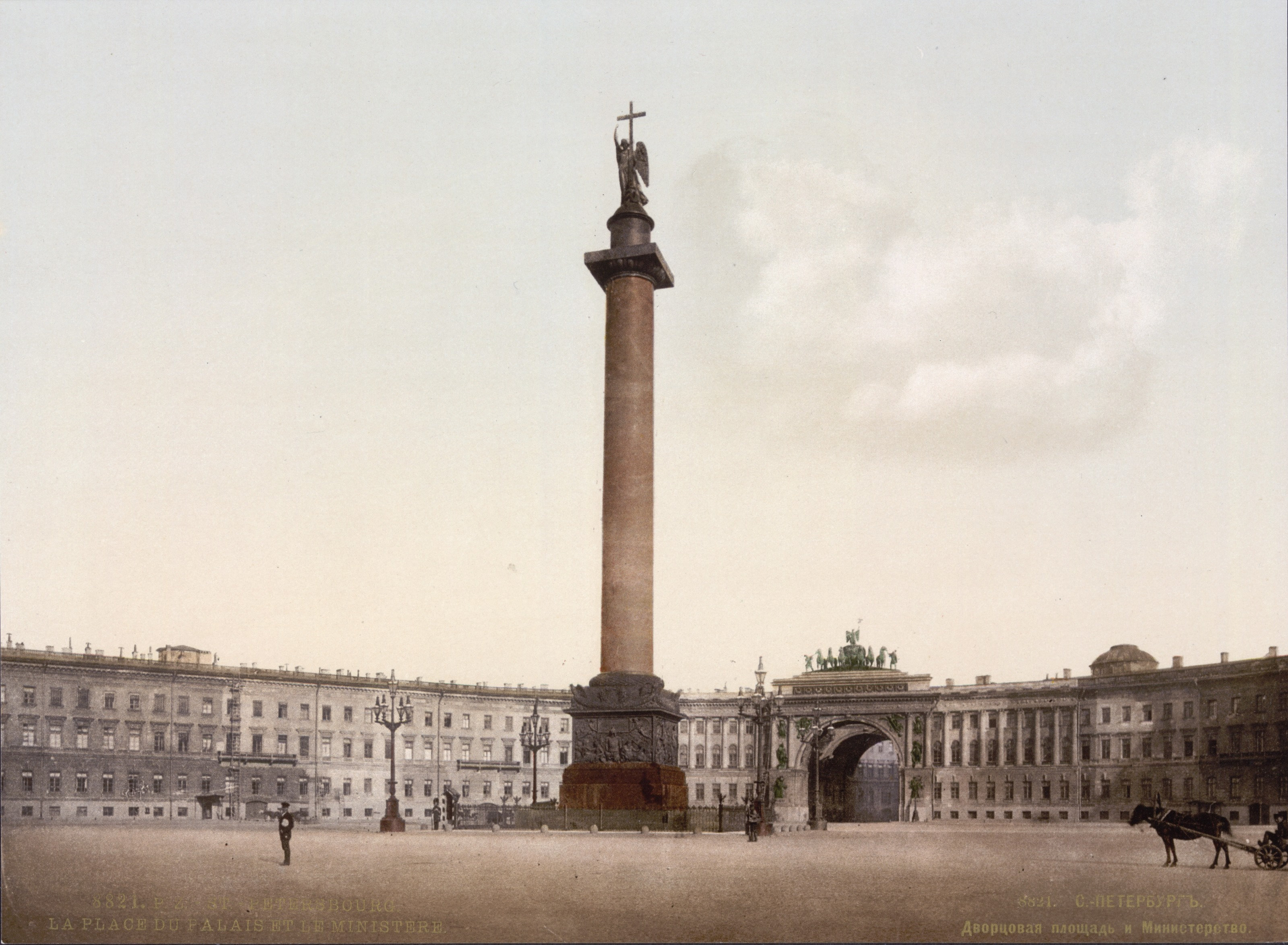
Columna de Alexander (ca. 1890-1900)

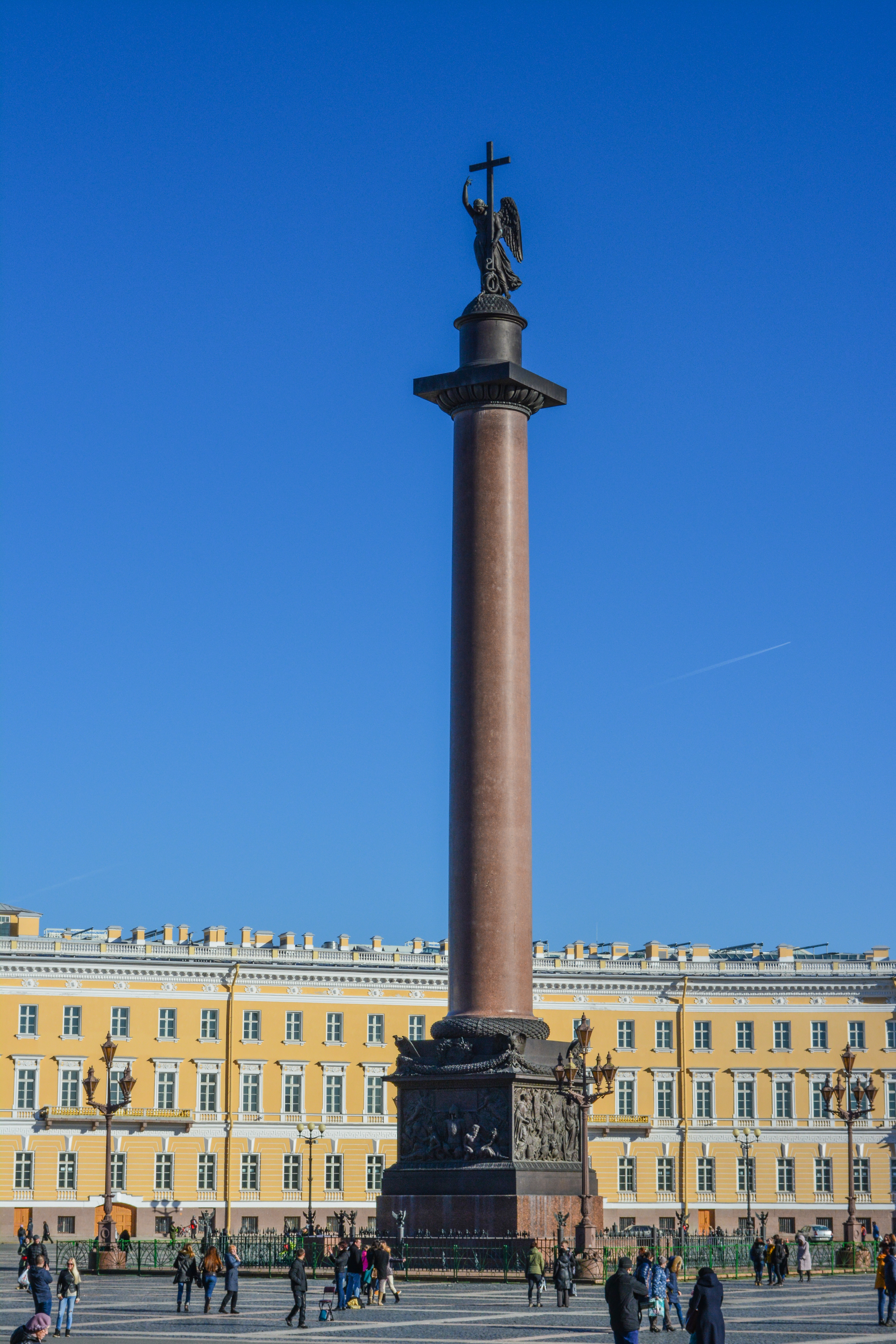
La columna hoy

Otra de sus famosos logros fue el diseño y montaje de la columna de Alexander, inspirada en la columna de Trajano en Roma. Montferrand diseñó el monumento al difunto Alejandro I como una columna monumental coronada por una gran cruz; después cambió la cruz por la estatua de un ángel, con una altura final de 47,5 m. El costo se estimó en 1,2 millones de rublos. La columna de 600 to tuvo que ser tallada en una cantera granítica finlandesa en Virolahti, a más de 190 km de San Petersburgo, y luego transportada mediante una barcaza. Los críticos predijeron que la columna se derrumbaría al separarse de la roca, pero la experiencia de Montferrand con las columnas de San Isaac persuadió a Nicolás I, que aprobó el proyecto en diciembre de 1829.
Montferrand seleccionó al contratista de canteras en marzo de 1830, en una guerra de ofertas que redujo el precio de la columna de 420 000 a 150 000 rublos. La talla duró un año y medio, y en septiembre de 1831 la columna fue separada de la roca. En abril de 1832, los talladores terminaron de darle forma y comenzaron a preparar el camino desde la cantera a la bahía donde se embarcaría. La carga de la barcaza casi terminó en una catástrofe. La columna rompió la rampa y amenazó con rodar sobre la barcaza; una cuadrilla de 300 trabajadores logró ponerla de nuevo en su lugar.
Al mismo tiempo, las cuadrillas de San Petersburgo prepararon la cimentación, el pedestal y el andamiaje; el costo estimado se duplicó, hasta los 2,36 millones de rublos. Montferrand convocó a un total de 2.090 soldados, oficiales y profesionales para erigir la columna, levantándola con seguridad el 30 de agosto de 1832. Precisamente dos años después, el monumento fue inaugurado por Nicolás. Obtuvo Ricard el elogio del emperador le dirá: «¡Montferrand, se ha inmortalizado!». También recibió una pensión y compró una mansión en el 86 Quai de la Moïka.  En 1836-1837, Montferrand completó la plaza del Palacio con cercas y luces de gas. Preparó cinco diseños diferentes para el edificio que terminaría el lado del este de la plaza, pero el edificio del Cuerpo de Guardia fue asignado a Alexander Brullov.
Ese año 1836 fue rico en acontecimientos, ya que desposó a Éloïse Virginie Véronique Bonnière llamada Pic, nacida en Saint-Cyr de Vaudreuil el 7 brumario año VI (28 de octubre de 1797) y fallecida en Meulan el 6 de febrero de 1868.  También en 1836 logró por métodos ingeniosos extraer de las cavidades de la tierra una campana de Moscú llamada "la reina de las campanas" e instalarla en un pedestal. Fundida en 1733, mide 5.8 m de altura y pesa 210 toneladas. Un incendio en 1737 la había reventado y desde entonces había permanecido enterrada.

Construcción de la columna de Alexander
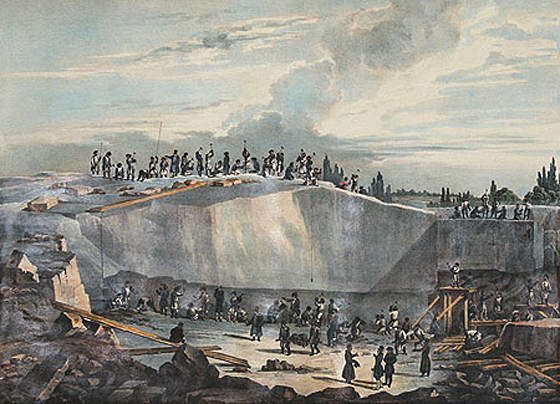
Tallado en la cantera de la parte central, monolítica, de la columna
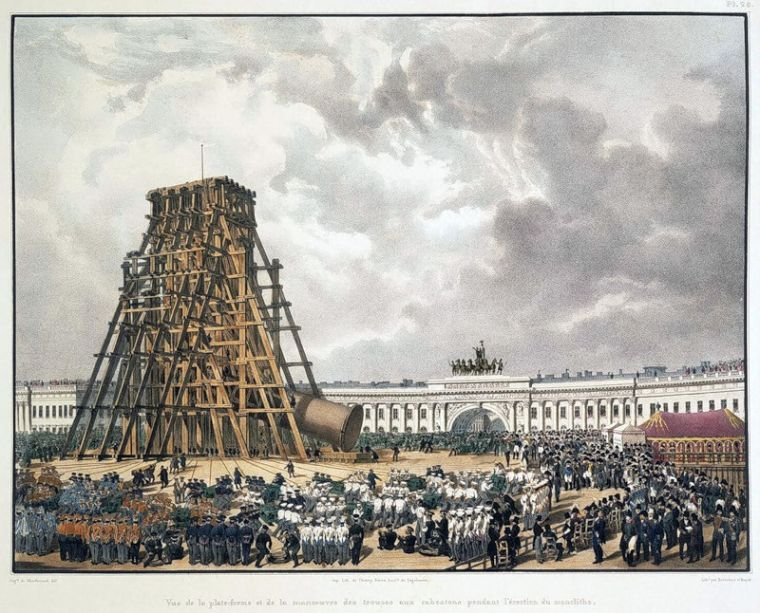
Erección de la columna
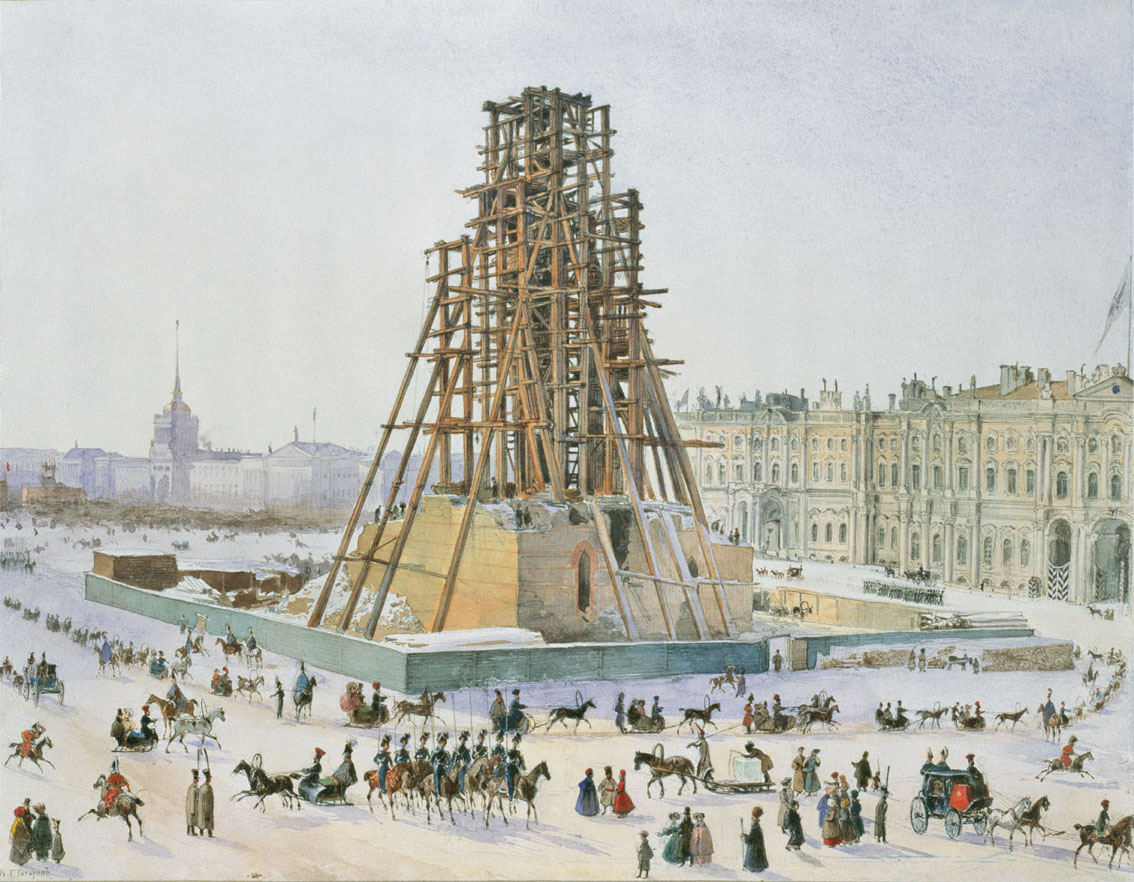
"La columna de Alejandro en andamio" (1832-1834), una obra de Grigori Gagarin mostrando el mismo andamiaje bajo la nieve
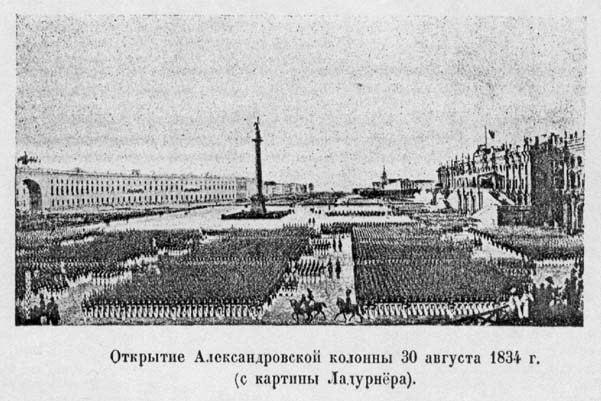
El acto de inauguración de la columna de Alexander

### Finalización de la catedral de Kazán y plaza (1827–1837)
Siendo arquitecto jefe de la obra más grande de San Petersburgo, Montferrand supervisó muchos otros trabajos arquitectónicos para el Estado, notablemente reparaciones de la catedral de Kazán. La catedral había sido construida en 1801-1811 por Andrey Voronikhin con accesorios temporales. En 1827, las esculturas de yeso se desmoronaban y un techo que se filtraba amenazaba con destruir frescos y pisos. Nicolas asignó a Montferrand para arreglar el techo, reemplazar los pisos e instalar esculturas y acabados permanentes y duraderos. Montferrand también supervisó las nuevas pinturas al fresco (Los Cuatro Evangelistas). Perdió la oferta para diseñar el nuevo iconostasio en favor de un entonces joven Konstantin Thon.
Montferrand, como arquitecto de la catedral, ajardinó la plaza adyacente y diseñó los monumentos a Kutuzov y Barclay de Tolly. Las estatuas fueron hechas por Boris Orlovsky, y las bases por Vasily Stasov.

### Monumento a Nicolás I (1856–1859)

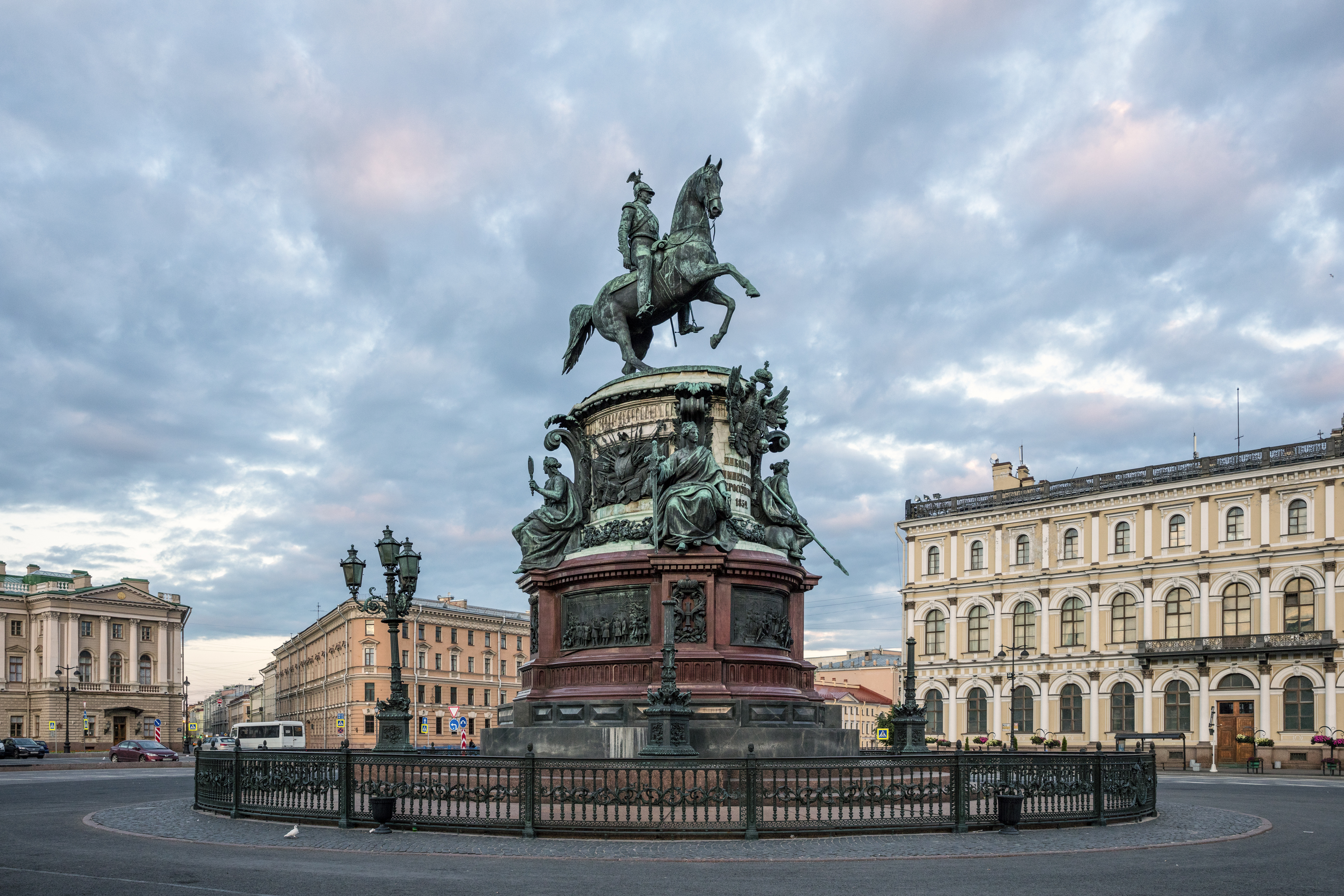
El monumento a Nicolas I de Montferrand es una de las pocas estatuas ecuestres en el mundo con sólo dos puntos de apoyo.

El monumento a Nicolás I fue el último trabajo de Montferrand, encargado por Alejandro II en mayo de 1856. La cimentación y la base se iniciaron con materiales sobrantes de la obra de San Isaac.
El contrato para la estatua ecuestre fue otorgado a Peter Clodt. Clodt completó el modelo en el verano de 1857. El primer bronce se perdió cuando el molde se rompió; una segunda estatua fue fundida en febrero de 1859, ya después de la muerte de Montferrand.
Ricard de Montferrand murió el 10 de julio de 1858 (el 28 de junio en el calendario juliano) en San Petersburgo, como resultado de una crisis aguda de reumatismo, sobrevenido después de una neumonía. Quería ser enterrado en la catedral de San Isaac, pero como era católico, no fue posible en una iglesia ortodoxa. Por lo tanto, la ceremonia tuvo lugar en la catedral de Sainte Catherine y después el cortejo hizo tres vueltas alrededor de la catedral de San Isaac en honor a su constructor. Su cuerpo fue devuelto a Francia y enterrado 9 de noviembre de 1858 en el cementerio de Montmartre en París, al lado de su madre.

### Otras obras

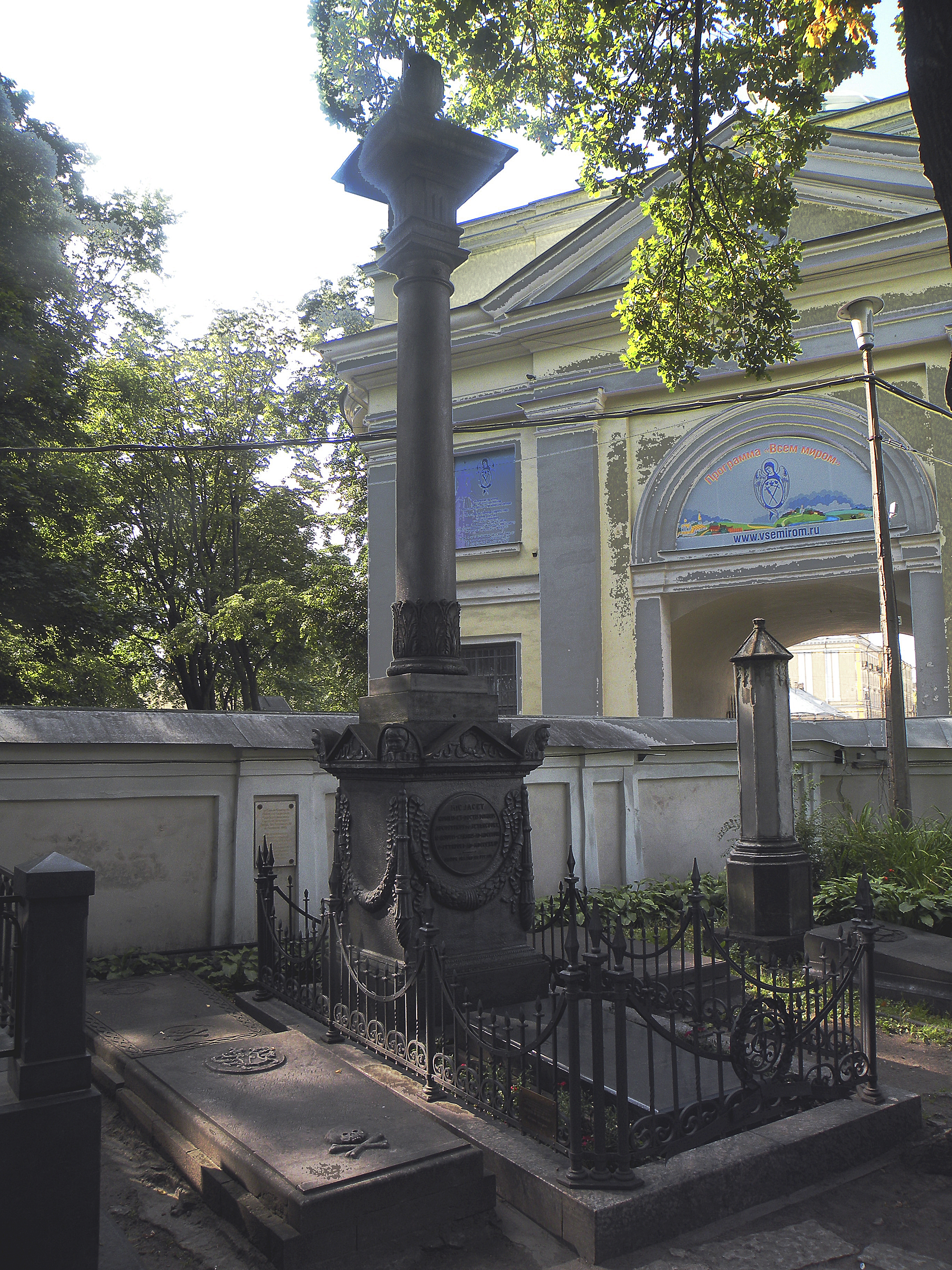
Tumba de Betancourt en el cementerio de Smolensloye, San Petersburgo (1824). Betancourt fue jefe y estrecho colaborador de Montferranden las construcciones para la familia imperial.

Otros proyectos diseñados por Montferrand fueron:
- 1817–1821: Edificio Lobanova-Rostovskaya en San Petersburgo (más adelante reconstruido);
- 1818: Casa Kochubei, en San Petersburgo (reconstrucción e interiores);
- 1821: Casa eclesial en el Almirantazgo de San Petersburgo;
- 1821-1823: Paisajismo en Catherinehof y pabellón en el parque (demolido);
- 1823: Tumba de Louise Fistioni, madre de Montferrand, en el Cimetière de Montmartre, París
- 1824: Tumba de Betancourt en el cementerio de Smolensloye, San Petersburgo;
- 1827-1828: Interiores del Winter Palace (y años siguientes);
- 1833: Casa del conde Litta en San Petersburgo (demolida);
- 1835: Casa particular  (más tarde casa Demidov), en  San Petersburgo (demolida);
- 1836-1840: Casa Demidov (más tarde, Embajada italiana), en San Petersburgo (interiores destruidos);
- 1836-1846: Casa particular en el Moika Embankment, 86, San Petersburgo;
- 1838: Casa Lerch en San Petersburgo;
- 1840: Casa particular en la isla Aptekarsky, San Petersburgo;

## Vida personal

### Coleccionista de arte
en el

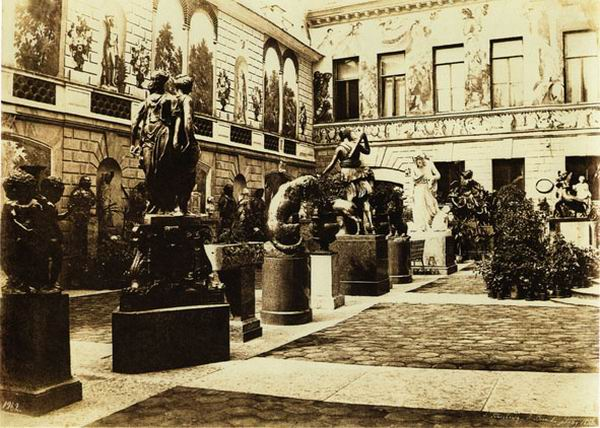
Colección de Montferrand, en el patio interior de su propia casa (fotografía de 1853). La estatua de Madonna era obra de un contemporáneo, Ivan Vitali.

Monferrand se divorció de su primera esposa poco después de establecerse en San Petersburgo. El divorcio, y su extravagante estilo de vida, le causaron muchas deudas; En 1831, refinanció su deuda con un préstamo del gabinete del zar. En 1834, se le concedió una pensión vitalicia y una suma global de 100.000 rublos, lo que le permitió liquidar sus cuentas y construir su propia casa. A medida que sus finanzas mejoraban, Montferrand se convirtió en un coleccionista de arte compulsivo, acumulando 110 estatuas griegas y romanas y cientos de artículos menores. Varios testigos informaron que «cualquier domingo se permitía reorganizar las estatuas, utilizando a 25 trabajadores desde las 9 de la mañana hasta la hora del almuerzo».
Cuando Monferrand murió, el Museo del Hermitage no pudo comprar la colección, y se dispersó.

### Segundo matrimonio
En 1835, Montferrand se casó con Elise Debonniere, una actriz que había llegado a San Petersburgo nueve años antes. La relación comenzó en la década de 1820 y duró hasta su muerte. Montferrand adoptó a Henri, sobrino de Elise.

### Muerte y legado

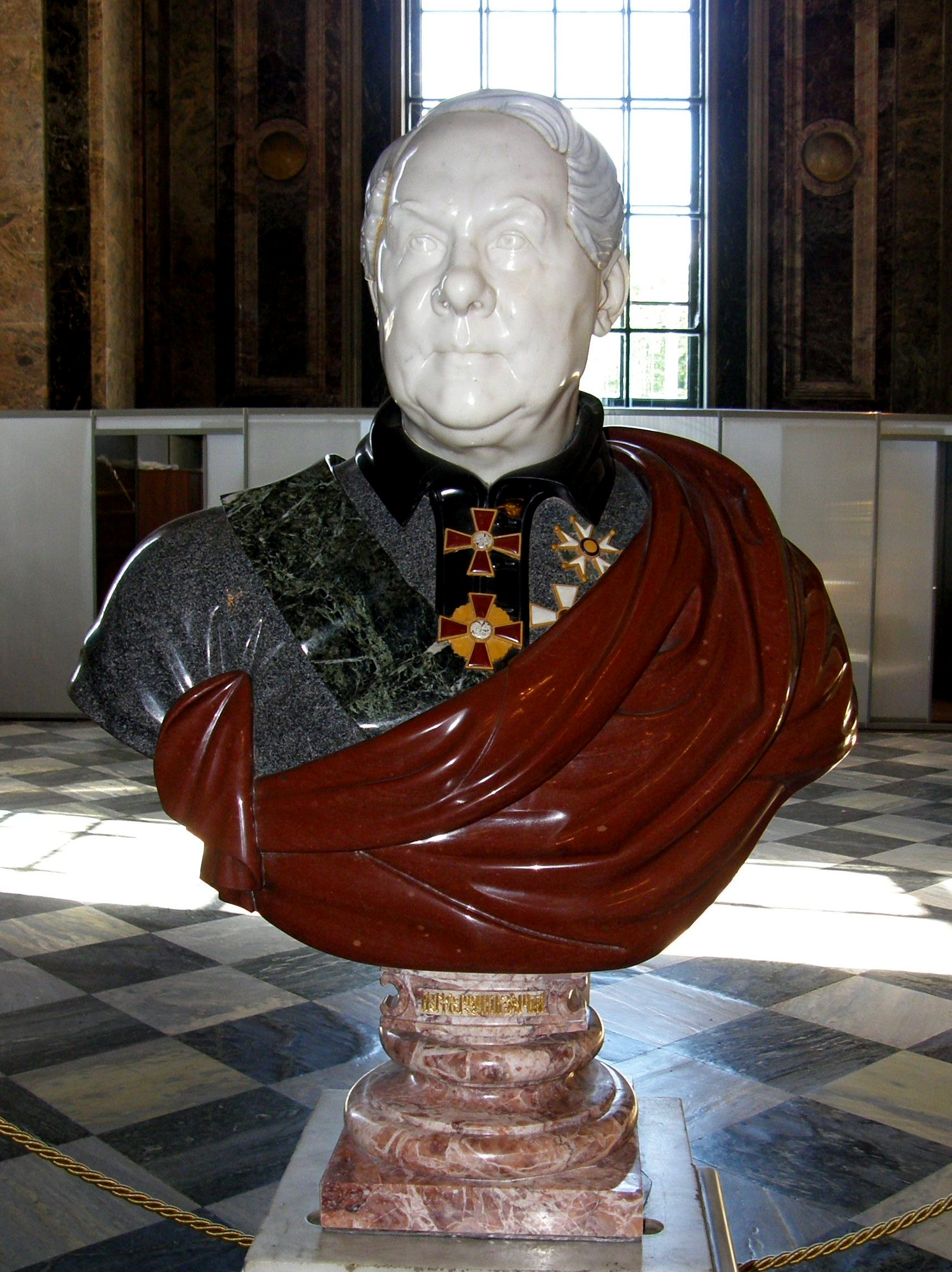
Busto de Montferrand en la catedral de San Isaac en San Petersburgo, donde quiso ser enterrado sin conseguirlo

Montferrand murió en San Petersburgo en 1858, el año en que se completó la catedral de San Isaac. Su deseo de ser enterrado bajo la bóveda de esa catedral no pudo ser ejecutado, porque él no era de la fe ortodoxa. Su cuerpo fue devuelto a Francia y enterrado en el Cimetière de Montmartre, París, al lado de su madre. La tumba, que alguna vez se creyó perdida, fue identificada en 1986 en la fila del Chemin des Gardes. Lleva el nombre de Louise Fistioni (madre de Montferrand) y unas iniciales "AM".